# 성공회
성공회(聖公會, 영어: Anglicanism, Episcopal Church) 또는 세계성공회공동체(聖公會世界共同體, 영어: Anglican Communion)는 잉글랜드 성공회를 시작으로 세계 성공회 공동체를 이루는 보편교회주의 기독교 교파이다. 전 세계 165여 개국, 독립적이고 자치적인 40개 관구가 존재하며, 신자는 약 1억명으로 추산한다. 로마 가톨릭교회와 개신교 특징이 공존한다.
16세기 잉글랜드 종교개혁으로 공식 명칭을 "잉글랜드 교회"(English Church)에서  "잉글랜드 성공회"(Church of England)로 불러왔으며, 19세기 이후 다국가에 형성된 성공회를 제도적으로 정비하고 현재 "세계성공회공동체"(Anglican Communion)로 칭하였다. 흔히 성공회하면 영국 국교회를 떠올리지만, "영국국교회"라는 용어는 성공회 전체를 지칭하는 게 아니라, 잉글랜드 성공회만을 가리킨다. 교파로는 초기 개혁 교회에서 파생된만큼 개혁 교회 취지인 교황의 권위를 인정하지 않는 개신교적 전통이 존재하나, 사도 성사를 인정하고 있다는 점에서 대륙 개신교와 비교가 된다. 따라서 개혁 교회 교파 안에 포함되어 있더라도 대륙개신교와 따로 분리해서 보기도 한다. 
캔터베리 대주교는 잉글랜드 성공회의 최고위 성직자이자, 세계 성공회 공동체의 명예상 대표로서 활동한다.

## 교단 명칭
- 성공회(聖公會)는 한자문화권인 대한민국, 중국, 일본 등에서 사용하는 교회이름으로, 사도신경의 '거룩한 보편교회'(The Holy Catholic Church)를 한자로 옮긴 이름이다.

## 정체성과 등장

### 정체성
성공회는 자신의 정체성을 개혁하는 보편교회(Reforming Catholic Church)로 표현한다.

### 등장 배경

#### 잉글랜드 종교개혁
정치사회적 이유로 흔히 헨리 8세가 아라곤의 캐서린과 이혼하려고 만들었다는 의견이 강하다. 그러나 그것만이 성공회 창설의 계기로 작용한 것은 아니다. 세계 성공회 공동체(Anglican Communion)의 기원이 되는 잉글랜드 성공회(the Church of England)는 독일, 네덜란드, 스위스, 프랑스, 잉글랜드 등에서 진행된 16세기 유럽종교개혁의 일부이다. 독일의 개신교 예전학자인 빌리암 나아겔이 쓴 《그리스도교의 예배의 역사》(박근원 옮김, 대한기독교서회)에 따르면 종교개혁자 마르틴 루터 등의 사상이 1520년대 잉글랜드에 영향을 주어 잉글랜드 교회에서의 교회개혁운동이 움트고 있었다. 잉글랜드 종교개혁 이전에도 위클리프(Wycliff)가 실천한 영어 성서 번역과 같은 교회개혁운동이 실천되고 있었다. 특히 당시 영국을 지배하던 로마 가톨릭 교회에 대한 반대와 반성직자 운동이 이미 곳곳에서 일어나고 있었다.

#### 성공회 기도서
잉글랜드 종교개혁의 상징은 토머스 크랜머 캔터베리 대주교가 이끌었고, 그 결과물이 현재 성공회의 큰 자산인 잉글랜드 성공회 예전(Liturgy)을 담은 책인 성공회 기도서(The Book of Common Prayer)이다. 1549년 영어로 쓴 성공회 기도서의 등장으로 영국의 기독교인들은 공부를 많이 한 학자가 아니면 무슨 뜻인지 읽을 수 없는 라틴어가 아닌, 글을 읽지 못하는 사람이 아니라면 누구나 이해할 수 있는 영어로써 예배하였다. 성공회 기도서는 현재에도 성공회의 신앙생활, 예배생활, 신학과 영성의 중요한 바탕이 되며 성공회의 모든 의식 예문의 기초이다. 한국의 성공회인 대한성공회는 한국어로 번역된 판본을 사용하고 있다.

## 발전

### 세계 성공회 공동체

세계성공회공동체 기

근대 성공회는 대영제국의 식민지 건설과 선교사들의 선교활동으로 잉글랜드 성공회(Church of England)에서 세계성공회(the Anglican Communion)로 발전하는 두 단계의 과정을 겪는다.
첫 단계는 17세기에 영국의 식민지 개척정책에 의해 성공회가 오스트레일리아와 캐나다, 뉴질랜드, 남아프리카 등으로 퍼졌다.
두 번째 단계는 18세기에 펼쳐지는데, 이때 성공회는 전 세계로 확대되었다. 이는 잉글랜드, 아일랜드, 웨일스 성공회의 선교 노력이 낳은 결과였다.
이를 바탕으로 19세기에 들어서 독립되고 자치적인 지역 성공회 교회들을 곧  관구들이 현재 세계성공회 공동체의 기틀을 마련하였다.

### 람베스 회의
세계성공회(the Anglican Communion)에 속한 각 지역 성공회 교회들은 교회는 교회가 위치한 국가나 지역에 따라 자치적이고 독립적인 교회로 성장했다.
19세기 말부터는 그 역사적 기원과 신학적 전통을 공유하는 하나된 교회의 인식을 강화하기 시작했다. 세계 성공회 공동체의 당면한 문제를 협의하기 위하여 전 세계 성공회 주교회의인 람베스 회의를 약 10년마다 열어 모인다. 람베스 회의는 치리 권한을 가진 법적 기구가 아니라 협의 기구이다. 캔터베리 대주교는 세계 성공회 공동체의 일치를 드러내는 상징이지만, 치리 권한을 갖지 않으며 각 나라의 성공회는 서로 동등한 자치적인 권한을 갖는다.
1888년 람베스 회의에서는 세계성공회뿐만 아니라 전 세계 기독교의 일치를 위한 신앙적 기준을 마련했는데 이는 기독교의 기본 신앙 선언을 함축하고 있다.
람베스-시카고 4개 조항(the Lambeth-Chicago Quadrilateral, 1888년)이라 불리는 이 선언의 내용은 다음과 같다.
1. 구약성서과 신약성서 66권은 “구원에 필요한 모든 것을 담고 있는” 하느님의 계시된 말씀이다.
2. 초대교회의 신앙고백인 사도신경과 니케아 신경은 기독교 신앙을 드러내기에 충분한 선언이다.
3. 세례성사와 성찬례는 그리스도께서 친히 제정하신 두 가지 성사(Sacrament,성례전)이다.
4. 역사적 주교직(the historical episcopate)은 교회의 일치를 위한 적절한 치리 방법이며, 그 형태는 다양할 수 있다.

람베스 회의의 발전 속에서 거듭된 관심사는 지역 관구 교회의 독립성에 대한 인정과 교회의 일치에 관한 것이었다.
모순되는 듯한 이 해결책을 람베스 회의와 세계성공회는 “가시적 친교”라는 소명 속에서 “교제”(fellowship)와 “상호 친교”(intercommunion), 그리고 “상호 책임”(mutual responsibility)이라는 개념으로 발전시켰고, 이를 위해 구체적인 협의 기구를 형성하여 일치를 유지하려고 애썼다.

### 에큐메니컬 운동 실천

전 세계의 성공회 교구 분포 현황

캔터베리 대주교의 문장

성공회는 1867년부터 2008년까지 모두 14차례에 걸친 회의를 통하여 세계 성공회의 일치와 개신교회, 로마 가톨릭교회, 정교회 등 다른 전통 교단들과 나누는 교제와 일치 등에 대한 이해를 발전시켰다.
그 특징은 포용적인 태도, 민족적이고 자치적인 태도, 그리고 일치를 지향하는 태도라고 할 수 있다. 세계 성공회 공동체는 이러한 신학적 태도와 교회 이해에 기초하여 20세기 중반부터 활성화되기 시작한 교회일치운동에 신학적 근거를 제공하는 한편, 주도적인 역할을 담당해 왔다.
한편, 21세기에 들어서 미국 성공회, 캐나다 성공회의 동성애자에 대한 시민 결합 축복, 그리고 성직 서품 허용으로 성공회 내 신학 논쟁이 격화되었고 여성주교서품 등을 둘러싸고 세계 성공회 공동체 내부에서 논쟁이 계속되고 있다.
성공회는 획일성과 강요가 아닌 토론과 관용을 통해 교회가 가진 문제를 해결해가야 한다는 입장(성공회 용어로 '모호성')에 따라, 교회의 교리 내용과 범위를 명시적으로 정하지 않는다.
이런 점에서 동성애, 여성 주교 서품 등에 관한 각 지역 성공회 관구의 입장은 해당 관구의 사회 문화 정치적 상황에 크게 의존하는 경향을 보인다. 따라서 성적 소수자와 여성의 인권을 존중하는 미국과 캐나다 등과 다른 국가들간의 입장 차이가 크다.
성공회의 최고 영적 지도자는 교회 전통에 따라 영국 성공회의 캔터베리 대주교이다. 그러나 개별 국가나 지역별 성공회는 독립적이고 자주적인 관구교회들이기 때문에 캔터베리 대주교는 다른 관구에 대한 치리 권한이 전혀 없다. 지역 관구 교회 안에서 일어나는 교리 해석상의 변경이나 내부 조정을 위한 권위는 그 개별 관구의 의회(관구 의회)를 통해서 결정된다.
현재 세계 성공회 내의 논란과 갈등은 주로 아프리카 지역에 분포한 성공회 관구들을 중심으로 한 소위 글로벌 사우스 그룹과 미국, 캐나다 성공회 등 진보적인 성공회 관구 사이에서 발생하고 있다.

## 성공회 신학의 세 흐름

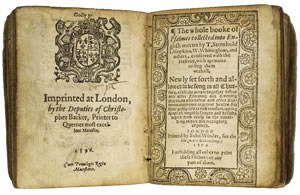
1596년판 성공회 기도서

성공회는 역사적으로 다양한 신학적 입장들이 서로 견제하며 공존하고 있는 전통을 유지하며 발전했다. 아래에 서술되는 신학적 경향은 이해의 편의를 위한 것일 뿐, 분명하게 나뉘는 것은 아니다.

### 고교회파
고교회파는 교회의 성사성과 그 권위를 '높이' 평가한다는 의미에서 나온 말이다. 이 경향은 16세기 이래로 지속되었다. 특히 19세기 중엽에 영국에서 일어난 옥스퍼드 운동은 영국 성공회가 영국 국교회로 안주하는 것에 반대하였으며, 사도적 전승에 따른 교회의 역사적 연속성과 성사적 신앙을 강조했다. 이 흐름에 따르는 이들은 세속 사회의 산업화와 급진주의, 비종교적 사고의 확산에 비판적인 시각을 발전시켰고, 성스러운 질서와 권위를 강조하면서 교회의 권위와 교회의 가시적 일치, 전례와 성사를 중요시한다. 성공회 가톨릭주의 곧 성공회의 보편교회의 전통을 존중하는 신학흐름이라는 /뜻으로 Anglo-catholic이라고도 한다. 대한성공회의 처음 선교사들도 고교회파 성공회 선교사들이다. 

### 저교회파
저교회파는 위의 고교회에 대한 상대적 표현이다. 즉 교회의 성사성과 그 권위를 대체로 '낮게' 평가한다는 의미에서 나온 말이다. 이 경향도 16세기 이래로 지속되었다. 대체로 영국 성공회 교회 내 청교도적 전통이라고 할 수 있다. 특히 18세기 영국 성공회의 복음주의 운동은 개신교 종교개혁 전통에 따라 성령에 의한 개인의 회심, 성서의 최우위성, 복음의 설교에 강조를 두었으며, 신앙에 의한 의인 교리를 강조하였다. 이 시기 지금의 세계성공회공동체 모체가 되는 잉글랜드 성공회 사제 존 웨슬리 신부의 신앙 쇄신 운동은 원래 고교회 전통에서 기원했지만, 그의 운동은 점차로 복음주의 운동으로 발전했다. 하지만 당시 성공회의 감리회 활동 금지명령과 웨슬리 사목 활동 정지 등의 조치로 웨슬리의 의도와는 달리, 이 운동은 감리교라는 새로운 교파로 발전하였다. 존 웨슬리는 감리교회의 감독이면서도 성공회 사제이기도 했다. 근대 영국 성공회의 복음주의자들은 노예제도 반대운동, 주일학교 운동 등으로 영국 사회를 바꾸었다. 영국에서는 잉글랜드 종교개혁 시기에 왕위지상권을 발표하여(1534년), 의회가 성직자 명단을 제출하여 청원을 하면 국왕이 성직자를 임명하는 형식을 거치는 전통이 있는데, 당시 빅토리아 여왕이 디즈레일리 수상의 성직청원을 받아들여, 잉글랜드 성공회의 리버풀 교구장으로 활동한 존 찰스 라일 주교는 리버풀 교구장으로서 목회를 할 때에 학문이 없는 자는 사제 서품을 주지 않음, 노동자들과의 성찬례 집전, 노동자 쉼터 후원등으로써 신앙을 실천하였으며, 그가 집전하는 성찬례와 설교는 단순하고 알기 쉬웠다고 전해진다.(이언 머레이(2018), 정상윤 옮김, 《J. C, 라일》(복있는사람))

### 광교회파
위의 두 경향과는 별도로 모든 분파를 "널리" 아우르는 통합적인 국민 교회의 성격을 강조하는 주된 흐름이 있었다. 이런 태도에서 광교회파(Broad Church)라는 이름이 나왔다. 특히 19세기에 이르러서 이 경향에 있는 신자와 성직자들은 성서비평학과 신학적 자유주의를 적극 받아들였다. 또한 신앙의 본질과 권위를 협소하게 이해하는 태도들을 비판하고, 복음의 사회와 문화에 대한 적응성을 강조했다.

### 신학적 다양성
성공회 내의 이러한 다양한 전통은 서로 신학적 반성의 기회를 제공하면서 지금도 여러 모습으로 여전히 이어오고 있다. 그러나 이러한 신학적 태도의 다양성은 성공회 전통을 분열시키지 않고 나름대로 성공회의 신학과 정신의 풍요로움에 기여하고 있다고 평가된다.

## 신앙의 세 가지 기준

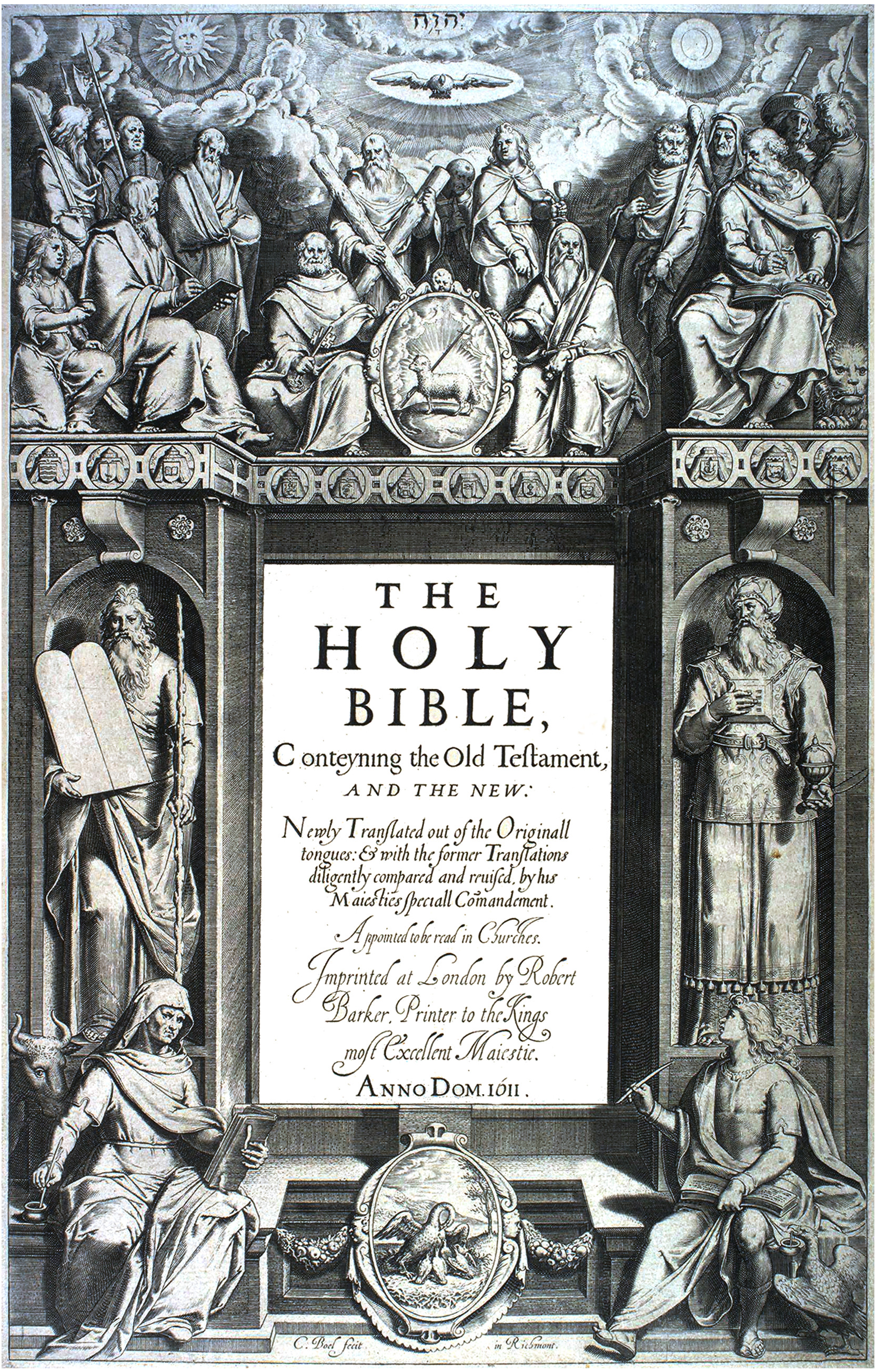
영국 성공회에서 번역한 흠정역 성경의 초판 표지

성공회는 기독교 신앙을 바르게 지탱하는 권위에 대해서 독특한 관점을 발전시켰다. 즉 기독교 신앙을 판단하는 권위를 세 가지 기준(code)을 통해 세웠다. 성서와 이성과 전통이 그것이다. 이러한 세 가지 기준은 성공회의 역사적 발전과 관련이 깊다.

### 성서
성서는 종교개혁의 출발점이었다. 즉 전통을 통해 굳어진 실체를 진리로 잘못 알고 있는 것에 대한 비판과 진리의 회복으로서 종교개혁이 존재하는데, 그 비판과 회복을 위한 최우선의 권위가 바로 성서이다.
사실 이러한 성서의 권위는 전통과 교리에 빗대어 신학적 궁극성이나 절대적 원리를 내세우는 모든 주장을 상대화하려는 비판적 원리라고 이해할 수 있다. 따라서 교회의 내적 성찰을 위하여 종교개혁 전통에서는 성서를 강조한다.

### 이성
여기서 이러한 환상을 피하기 위한 인간 이성의 개입이 불가피하다. 그러나 이때 “이성”은 해석자의 자의를 말하는 것이 아니다.
이성은 하느님께서 인간에게 주신 선물이며 교회 공동체가 함께 공유하고 판단하는 이성(cosmic and corporate Reason)이다. 또한 이성은 전통보다 앞선다. 전통은 이성을 통해서 형성되기 때문이다. 이성은 인간의 경험을 사물의 본질과 조화할 수 있도록 하는 것이다.

### 전통
한편 전통은 인간의 경험과 실천, 그리고 합의가 최종으로 만들어 낸 교회의 공동체적인 산물이다. 이렇게 만들어진 전통은 교회의 중요한 권위이다. 성서에 대한 이성적 작업으로 축적된 신앙의 결과물이 바로 전통이다. 그러므로 전통은 성서에 대한 이성적 해석에 종속되어야 한다.
전통은 성서에 속한 초자연적인 최고 진리를 가져다 줄 수 없지만, 자의적 판단의 위험성을 피하는 데 중요한 역할을 한다. 그러나 전통은 성서와 이성에 근거한 인간의 “실천, 경험, 동의”에 의해서 필요에 따라서 변경되고 폐지될 수 있다.
성공회는 이렇게 성서와 이성과 전통의 긴장 관계를 통해서 교회사에 나타나는 극단적인 주장과 오류를 피하는 “중용”의 정신을 구현했다고 평가된다.

## 전례
성공회는 일정한 예배 양식을 따르는 전례적 예배를 드린다. 성공회의 전례에서 가장 중요한 것은 감사성찬례(Eucharist)(줄여서 "성찬례")이다. 성공회 감사성찬례의 구조는 입당예식, 말씀의 전례, 성찬의 전례, 파송예식으로 되어 있다. 말씀의 전례에서는 성서정과(교회력에 맞추어 배열한 성서읽기표)에 나오는 성서말씀을 제1독서(구약성서), 제2독서(서신서), 시편(성시), 복음서로 나누어 읽는다.
성공회의 감사성찬례는 사제와 주교가 집전하고 설교나 강론을 하며, 교구로부터 설교 면허를 받은 일반 신자도 설교를 할 수 있다. 주교의 인가를 받은 신자는 영성체시에 잔을 나누어 주는 "보혈 조력"을 할 수 있고, 신자는 전례 시에 성서 독서를 한다.

## 한국

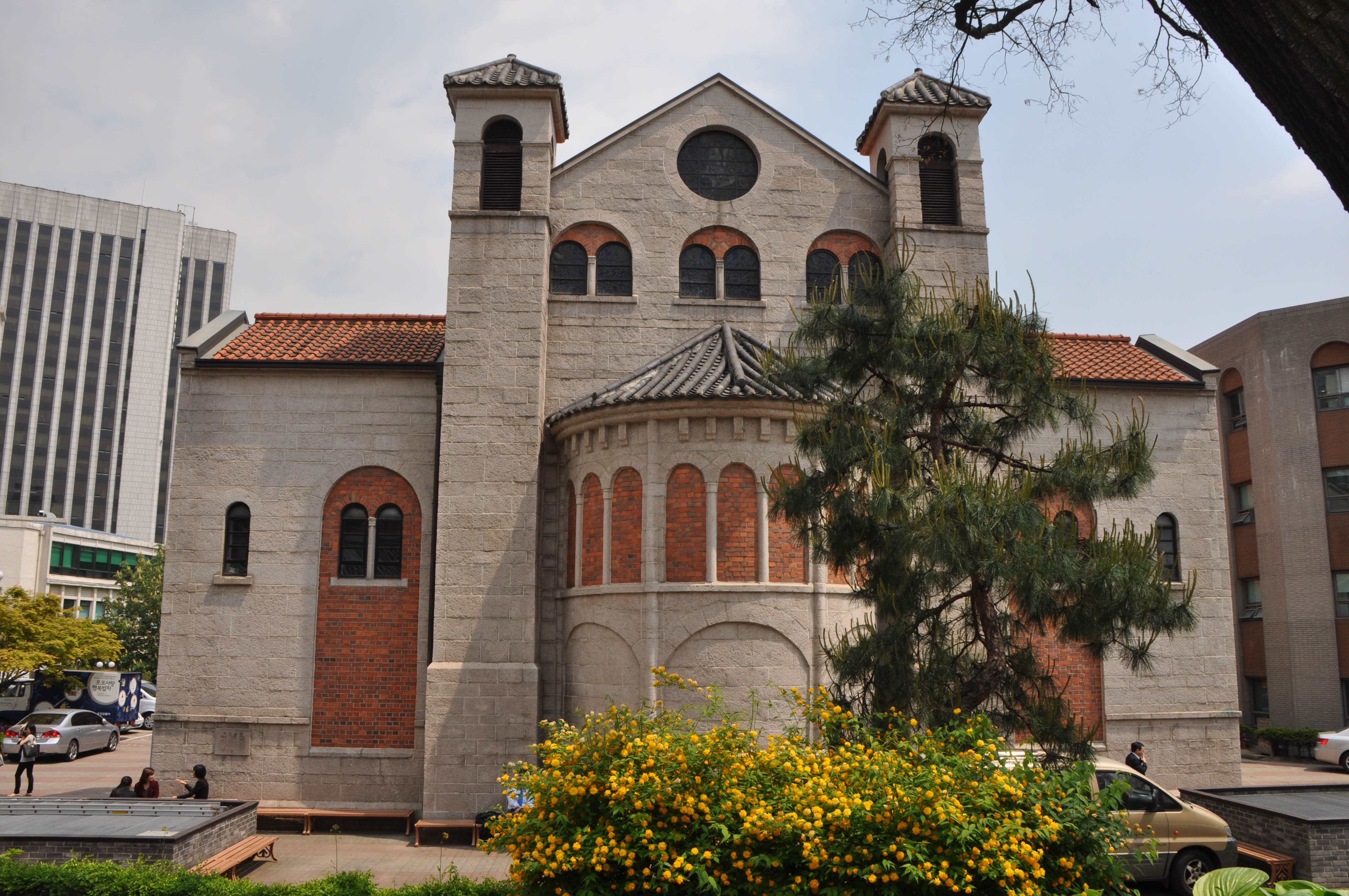
대한성공회 서울주교좌성당

1890년 9월 29일 영국 성공회 선교사가 인천항에 도착하여 서울과 경기도 그리고 충청도 지방에서 주로 성공회 선교를 시작하였다.
대한제국 개화기에 신교육을 보급하기 위하여 각지에 신명학교를 설립하고, 인천, 여주, 진천 등지에 병원을 설립하였으며, 수원과 안중에는 보육원을 개설하였다.
유사한 시기에 전래된 장로회, 감리회 등과는 달리 적극적인 전도보다는 사회선교와 기독교 신앙을 실천하는 것에 무게를 두었다. 대한 성공회는 1980년대 후반 이후에 도시 빈민 선교 기관인 "나눔의 집"을 중심으로 사회 선교 운동을 전개했고, 지금도 나눔의 집 협의회 등을 설립해 다양한 사회선교를 활발히 펼치고 있다.
대한성공회는 선교 초기부터 한국 문화를 존중하고 그 토양 깊이 뿌리를 내린 교회를 추구하여 기독교 토착화에 힘썼다. 그 사례로 한국 건축 양식(한옥)으로 지은 성공회 성당들이 현재까지 강화 (강화성당), 진천 (진천성당), 청주 (수동성당) 등에 남아 있다.
1965년에는 대한 성공회 역사 상 처음으로 한국인 주교 이천환 주교가 성품되어 서울교구장이 되었다.
1993년에 대한 성공회는 캔터베리 대교구 관할에서 벗어나, 세계 성공회 독립 관구가 되었다. 초대 관구장은 김성수 주교였다.
2001년에 대한 성공회 부산교구의 민병옥이 사제로 서품되어 첫 여성 사제를 배출했다.
현재 대한성공회는 서울, 부산, 대전에 교구를 두고 있고, 교육기관으로는 성공회대학교 등이 있다. 수도 단체로는 성가수녀회, 성 분도 수녀회, 성 프란시스 수도회와 미국 성공회 선교사 출신인 대천덕 신부가 세운 예수원이 있다.

## 같이 보기
- 종교 개혁
- 대한성공회
- 성공회 서울주교좌대성당
- 성공회 기도서
- 흠정역 성서
- 감사성찬례
- 성찬례
- 캔터베리 대주교
- 영국 성공회 39개조 신조

### 관련 인물
잉글랜드 성공회
- 플로렌스 나이팅게일
- 존 스토트
- 알리스터 맥그래스
- 제임스 패커
- 존 폴킹혼
- 존 뉴턴
- 존 웨슬리

미국 성공회
- 존 셸비 스퐁
- 비다 더튼 스커더

대한성공회
- 이천환
- 김성수
- 박경조
- 김근상
- 대천덕

기타 세계 성공회 공동체
- 데즈먼드 투투